# Arturo Reyes
Arturo Reyes Aguilar (Málaga, 29 de septiembre de 1864-Málaga, 17 de junio de 1913) fue un poeta lírico, periodista y narrador español.

## Biografía
Su madre lo abandonó cuando apenas tenía un año, a causa de problemas conyugales con su esposo. Estudia en el Colegio del Arcángel San Gabriel idiomas y contabilidad. A los doce años queda huérfano de padre y debe interrumpir sus estudios por problemas económicos; trabaja como recadero, zapatero y dependiente y se forma de manera autodidacta, descubriendo la poesía de José de Espronceda. Se casa con Carmen Conejo Guillot el 14 de junio de 1884. Colabora en El Correo de Andalucía y en El Cronista; de esta última publicación será redactor casi toda su vida. Con sus amigos Narciso Díaz de Escovar y José Ruiz Borrego crea un centro docente de teatro para jóvenes en 1886: la "Academia Provincial de Declamación". En 1888 logra publicar en Madrid, con el apoyo de su maestro Martínez Barrionuevo, una colección de narraciones breves: El Sargento Pelayo. En 1889 colabora en el semanario El Renacimiento e imprime su primer poemario en Málaga, Ráfagas, y en 1900 la novelita ¡Estaba escrito!. En 1891 publica una colección de versos con el título de Íntimas y consigue dos premios municipales; eso le anima a colaborar en numerosos periódicos (La Unión Mercantil, El Álbum, el Correo de Andalucía, la Ilustración Española...). 
En 1892 viaja a Tánger como corresponsal, de lo que surge su libro Desde el surco. En 1893 empieza su rivalidad con Salvador Rueda; recopila los cuentos que suele publicar en revistas y periódicos en Cosas de mi tierra. En 1895 logra cierta estabilidad al ser nombrado funcionario municipal para mantener a sus numerosos hijos. Empieza a escribir novelas de temática andaluza algo idealizadas, como Cartucherita (1897) y La Goletera (1900) y la narración de un drama rural, El lagar de la Viñuela. En 1901 publica Cuentos andaluces y en 1902 los de Del Bulto a la Coracha. En 1903, si ya colaboraba en bastantes periódicos madrileños, debuta en Blanco y Negro, La España Moderna, Nuevo Mundo y El Cosmopolita, entre otros. En 1904 su salud empieza declinar seriamente y publica el libro de poemas Otoñales. De esta época es su preocupación por los temas arqueológicos, que le lleva a colaborar con la Comisión Provincial de Monumentos Históricos y Artísticos de Málaga. Publica en 1910 Béticas (poemas) la novela Cielo Azul y Romances Andaluces. La Real Academia Española le concede, ex aequo con Ricardo León, el premio Fastenrath, hecho que desencadenó su nombramiento como hijo predilecto de Málaga. 
Falleció en 1913. En 1964 se erigió un monumento en su honor en el parque de Málaga.

## Obras

### Narrativa
- El sargento Pelayo (1888).
- Cartucherita (1897)
- El lugar de la viñuela (1898).
- La Goletera (1900)
- ¡Estaba escrito! (1900)
- Cuentos andaluces (1901)
- Del bulto a la Coracha (1902, cuentos)
- La Maruchita (1907)
- Las del Pinto (1908)
- La Miraflores (1909)
- Cielo azul (1910)
- El del Rocío (1911)
- Sangre gitana (1911)
- Sangre torera (1912)
- Entre breñas (1913).

### Lírica
- Ráfagas, 1889.
- Íntimas, 1891.
- Otoñales
- Del crepúsculo
- Béticas.
- Romances Andaluces